# Seznam ameriških igralcev (M)
Eric Mabius - June MacCloy - Ian MacDonald (igralec) - Ali MacGraw - Alison MacInnis - Steele MacKaye - Shirley MacLaine - Barton MacLane - Fawna MacLaren - Gavin MacLeod - Fred MacMurray - Robert MacNaughton - Tress MacNeille - Meredith MacRae - James MacArthur - Jeanette MacDonald - Norm MacDonald - Andie MacDowell - Harriet E. MacGibbon - Dorothy McGuire - Gabriel Macht - Stephen Macht - Willard Mack - Allison Mack - Carmel Macklin - Kyle MacLachlan - Don MacLaughlin - Gordon MacRae - George Macready - Bill Macy - William H. Macy - Guy Madison - Madonna (igralka) - Michael Madsen - Virginia Madsen - Tobey Maguire - Mahershalalhashbaz Ali - Lee Majors - Karl Malden - Wendie Malick - Joshua Malina - Judith Malina - John Malkovich - Dorothy Malone - Dudley Field Malone - Jena Malone - Laura Malone - Patricia Malone - Robert Mandan - Barbara Mandrell - Joe Manganiello - Camryn Manheim - Anthony Mann - Gabriel Mann - Leslie Mann - Terrence Mann - Irene Manning - Taryn Manning - Dinah Manoff - Jayne Mansfield - Joe Mantegna - Joe Mantell - Joe Mantello - Marla Maples - William Mapother - Josie Maran - Marc Kudisch - Fredric March - Stephanie March - Nancy Marchand - David Marciano - Paul Marco - Stuart Margolin - Cindy Margolis - Julianna Margulies - Marie Windsor - Lisa Marie - Bonnie Marino - Ken Marino - Mario Yedidia - Shae Marks - Julia Marlowe - June Marlowe - Mike Maronna - Constantine Maroulis - Chris Marquette - Kenneth Mars - James Marsden - Jason Marsden - Mae Marsh - Brenda Marshall - E.G. Marshall - Garry Marshall - James Marshall (igralec) - Marion Marshall (igralka) - Paula Marshall - Penny Marshall - Trudy Marshall - Tully Marshall - Logan Marshall-Green - Vincent Martella - Barney Martin - Dean Martin - Dean Paul Martin - Jesse L. Martin - Kellie Martin - Meaghan Jette Martin - Pamela Sue Martin - Ross Martin - Steve Martin - Strother Martin - Lee Marvin - bratje Marx - Chico Marx - Groucho Marx - Gummo Marx - Harpo Marx - Zeppo Marx - Joseph Mascolo - Master P - Chase Masterson - Christopher Masterson - Danny Masterson - Mary Stuart Masterson - Mary Elizabeth Mastrantonio - Richard Masur - Heather Matarazzo - Debbie Matenopoulos - Jerry Mathers - Mark Matkevich - Marlee Matlin - Matt Long - Walter Matthau - Al Matthews - Lisa Matthews - Victor Mature - John Matuszak - Marilyn Maxwell - Elaine May - Peter Mayhew - Ken Maynard - Virginia Mayo - Melanie Mayron - Dorothy Mays - Debi Mazar - Monet Mazur - Paul Mazursky - May McAvoy - Lon McCallister - Mercedes McCambridge - Andrew McCarthy - Jeff McCarthy - Jenny McCarthy - Jesse McCartney - Rue McClanahan - Leigh McCloskey - Bryton McClure - Marc McClure - Edie McClurg - Heather McComb - Kay McConaughey - Matthew McConaughey - Brianna & Brittany McConnell - Kent McCord - Eric McCormack - Mary McCormack - Patty McCormack - Carolyn McCormick - Maureen McCormick - Malachy McCourt - Tim McCoy - Paul McCrane - Darius McCrary - Joel McCrea - John Edward McCullough - Hattie McDaniel - Dylan McDermott - Christopher McDonald - Mary McDonnell - Neal McDonough - Frances McDormand - Karen McDougal - Reba McEntire - Gates McFadden - Darren McGavin - Trina McGee - Bruce McGill - Kelly McGillis - John C. McGinley - Ted McGinley - Maureen McGovern - J.P. McGowan - Rose McGowan - Charles McGraw - Melinda McGraw - Matthew McGrory - Gardner McKay - Lonette McKee - Danica McKellar - Nancy McKeon - Michael McLachlan - David McLean - Zoe McLellan - Wendi McLendon-Covey - Michael McMillian - Stephen McNally - Howard McNear - Robert Duncan McNeill - Kristy McNichol - Patricia McPherson - Steve McQueen - Gerald McRaney - Mike McShane - Julie McWhirter - Audrey Meadows - Scott Mechlowicz - Alec Medlock - Barbara Meek - John Megna - Shallan Meiers - Diane Mela - George Melford - Natasha Melnick - Christopher Meloni - Allan Melvin - Eva Mendes - Maria Menounos - Gus Mercurio - Burgess Meredith - Lou Merrill - Lee Meriwether - Una Merkel - S. Epatha Merkerson - Ethel Merman - Rena Mero - Dina Merrill - Gary Merrill - Ryan Merriman - Debra Messing - Johnny Messner - Laurie Metcalf - Mark Metcalf - Jesse Metcalfe - Mayo Methot - Jason Mewes - Breckin Meyer - Dina Meyer - Seth Meyers - Michael Cade - Michael Chaplin - Michael Witney - Shawn Michaels - Amanda Michalka - Alyson Michalka - Denise Michele - Cara Michelle - Charles B. Middleton - Bette Midler - Dash Mihok - Alyssa Milano - Vera Miles - Kim Milford - Penelope Milford - Ann Milhench - Harry F. Millarde - Allan Miller - Ann Miller - Barry Miller - Denise Miller - Dick Miller - Jeremy Miller - Kate Miller - Kristen Miller - Lara Jill Miller - Larry Miller (igralec) - Marvin Miller (igralec) - Penelope Ann Miller - Sienna Miller - Valarie Rae Miller - Martin Milner - Yvette Mimieux - Sal Mineo - Jan Miner - Rachel Miner - Liza Minnelli - Mary Miles Minter - Carmen Miranda - Missy Doty - Stacie Mistysyn - Beverley Mitchell - Cameron Mitchell (igralec) - Chuck Mitchell - Elizabeth Mitchell - Gordon Mitchell - Millard Mitchell - Sasha Mitchell - Thomas Mitchell (igralec) - Ilan Mitchell-Smith - Christopher Mitchum - Robert Mitchum - Tom Mix - Mike Mizanin - Shanna Moakler - Matthew Modine - Katherine Moennig - Gerald Mohr - Gretchen Mol - Richard Moll - Janel Moloney - Jason Momoa - Sloane Momsen - Taylor Momsen - Kelly Monaco - Cameron Monaghan - Michelle Monaghan - Dan Monahan - David Monahan - Daniella Monet - Constance Money - Marilyn Monroe - Meredith Monroe - Anthony Montgomery - Elizabeth Montgomery - George Montgomery - Julia Montgomery - Robert Montgomery (igralec) - Carlotta Monti - Mike Monty - Sheri Moon - Debra Mooney - Ashleigh Aston Moore - Barbara Moore (Playmate) - Christina Moore - Clayton Moore - Cleo Moore - Colleen Moore - Constance Moore - Demi Moore - Jacqueline Moore - Joe Moore - Julianne Moore - Kenya Moore - Mandy Moore - Mary Tyler Moore - Michael D. Moore - Shemar Moore - Terry Moore (igralka) - Agnes Moorehead - Erin Moran - Lois Moran - Marguerite Moreau - Cindy Morgan - Frank Morgan - Harry Morgan - Jaye P. Morgan - Trevor Morgan (igralec) - Cathy Moriarty - Michael Moriarty - Patricia Morison - Karen Morley - Chester Morris - Howard Morris - Kathryn Morris - Phil Morris - Brian Morrison - James Morrison (igralec) - Shelley Morrison - Rob Morrow - Joshua Morrow - Vic Morrow - David Morse - Robert Morse - Victoria Morsell - Viggo Mortensen - John Morton (igralec) - David Moscow - Bill Moseley - Mark Moses - Don Most - Zero Mostel - Cookie Mueller - Diana Muldaur - Patrick Muldoon - Kate Mulgrew - Martin Mull - Megan Mullally - Richard Mulligan - Liliana Mumy - Misty Mundae - Frankie Muniz - Allison Munn - Ona Munson - Enrique Murciano - Dick Murdoch - Audie Murphy - Ben Murphy - Brittany Murphy - Donna Murphy - George Murphy - Michael Murphy (igralec) - Bill Murray - Chad Michael Murray - Don Murray (igralec) - Joel Murray - John Murray (igralec) - Mae Murray - Lorenzo Music - Mitchel Musso - Louis Mustillo - Ellen Muth - 